# Edmond Thorailler
Edmond Armand René Thorailler, né le 17 juin 1911 à Nogent-le-Roi (Eure-et-Loir) et mort le 24 août 2004 à Notre-Dame-de-Monts (Vendée), est un notaire et homme politique français.

## Biographie

### Famille
Fils de Valère Henri Thorailler (1885-1967), originaire de l'Yonne, clerc de notaire à Nogent-le-Roi, puis, notaire à Dreux de 1929 à 1942 (succédant à Maître Sarradin), et de Désirée Berthe Apolline Lepage (1884-1962).
Edmond Thorailler se marie le 25 août 1942 à Toul avec Anne Marie Rémy (fille de Robert Rémy, notaire à Toul, mort à Dreux le 13 juillet 1975, et de Marie-Louise Heitzmann, morte à Dreux le 13 juin 1968). Son mariage religieux est célébré par Monseigneur Ménard qui 23 ans plus tard célébrera celui de sa fille Marie-Françoise.
Sa sœur est l'épouse d'Eugène Bellard, notaire à Pontoise.

### Études
Edmond Thorailler est licencié en droit et diplômé de l'École des sciences politiques. La même année (1932), à l'âge de 21 ans, il réussit les épreuves écrites et orales de deuxième année de licence en droit à la faculté de Paris et obtient son diplôme à l'École des Sciences politiques, section générale.

### Vie professionnelle
En 1942, de retour des camps de prisonniers de guerre, il succède à son père Valère Thorailler, comme notaire à Dreux 12 boulevard Louis Terrier. Il est président de la Chambre des notaires d'Eure-et-Loir en 1964 et 1965.
Témoignage d'un de ses clients : « Je me présente donc le jour du rendez-vous chez ce député-maire en compagnie de mon entremetteur. Notre hôte qui, à première vue, flirte avec la cinquantaine, nous reçoit avec une extrême courtoisie. Alors que, d'un geste élégant, il m'invite à prendre un siège, je reste un instant comme hypnotisé par sa haute stature qui m'impressionne et, en fils de tailleur averti, je profite du moment où il contourne son bureau pour admirer le raffinement de la coupe de son costume certainement assemblée par un couturier de talent... »
Mais dans les années 1960 et 1970, il est très pris par ses activités politiques (député, maire de Nogent-le-Roi, conseiller général d'Eure-et-Loir), il n'est présent à son étude que les lundi (jour du marché) et mardi ; son principal clerc est Serge Jubault (1936-2019), entré dans le notariat le 1er octobre 1951, qui travaillera à l'étude à partir du 15 septembre 1958 jusqu'à son départ à la retraite en 1996 et sera témoin à son procès en novembre 1980.
À la suite de difficultés financières et à la demande de la Chambre des notaires d'Eure-et-Loir, il donne sa démission de notaire le 28 avril 1977, celle-ci est acceptée par arrêté du Ministre de la Justice du 29 juin 1977. Son étude est alors administrée par Maître Obriot, notaire à Châteauneuf-en-Thymerais, puis, en 1978, par Maître Ferron, ancien notaire aux Grandes-Ventes et en 1979, par Maître Jean Baffet, notaire à Dreux.
Liliane Exbrayat, née en 1943, épouse de Siegfrid Schwartz, écrivain connu sous le pseudonyme de Fred Noro, achète l'étude en 1980 (arrêté du Garde des Sceaux du 16 avril 1980).
Edmond Thorailler espérait que son fils lui succède, il ne lui restait qu'un diplôme à obtenir pour pouvoir reprendre l'étude, mais ses ennuis judiciaires empêcheront la réalisation de ce projet.
Aujourd’hui, l’étude a déménagé au 14 Boulevard Louis Terrier et y exercent Maître Étienne Lévy et Maitre Paul Maury.

### Vie publique et politique
Pendant la Seconde Guerre mondiale, prisonnier libéré du Stalag XVII-B, il s'investit dans le Centre d'entraide aux prisonniers de guerre de Dreux, organisant notamment une kermesse qui rapporte 470 000 francs.
Pendant les trois campagnes électorales en 1945 et 1946, il accompagne Pierre July et docteur Fredet dans leurs tournées électorales, exposant très souvent seul le programme pendant que les deux candidats le développaient au même moment dans d'autres salles.
En 1947, il est en tête de liste aux élections municipales de Dreux, se présentant sous la bannière du Rassemblement du peuple français, liste républicaine d'action municipale. Il est élu conseiller municipal, réalisant le troisième meilleur score avec 2 165 voix, contre 2 520 pour Maurice Viollette, maire sortant et devient adjoint au maire.
Le 9 mai 1950, il reçoit à la mairie de Dreux Marcel Pagnol, alors en tournage à Conches-en-Ouche (Eure) du Rosier de Madame Husson, pour s'entretenir de l'inauguration de la nouvelle statue de Jean de Rotrou, ce dernier ayant été désigné par l'Académie française pour la représenter.
En 1952, il est candidat à la députation à l'occasion d'une élection législative partielle en Eure-et-Loir sous l'étiquette du Rassemblement du peuple français (R.P.F.) et reçoit le soutien du général de Gaulle qui se déplace à Chartres pour participer à l'un de ses meetings électoraux et où, prenant la parole, il fustige le système des partis et recommande Edmond Thorailler au suffrage des électeurs. Au premier tour, il obtient 12 164 voix sur 84 414 suffrages exprimés, classé second, derrière François Levacher, candidat du Centre national des indépendants et paysans, qui obtient 18 849 voix.
Pour faire gagner son camp, il préfère se désister, déclarant dans un communiqué : « Mon but était d'appeler mes concitoyens au grand rassemblement national indispensable au redressement français. En votant pour moi, vous avez prouvé votre volonté de sauver notre Pays des périls qui le menacent et vous avez en même temps répondu aux ignobles insultes adressées au général de Gaulle, libérateur de la Patrie, par les plus grands responsables de notre désastre de 1940. Pour barrer la route aux marxistes et à leurs alliés, je me désiste en faveur de François Levacher ». François Levacher est élu député d'Eure-et-Loir, remportant 41 835 voix sur 97 949 suffrages exprimés, battant Georges Rastel (U.D.S.R) qui recueille 38 565 voix.
En 1954, il fonde La Tribune du Drouais, un petit journal mensuel destiné à informer les Drouais de son action municipale en sa qualité d'adjoint au maire.
Aux élections législatives de 1958, il est élu député U.N.R. d'Eure-et-Loir (circonscription de Dreux, Courville-sur-Eure et Maintenon), recueillant 19 645 voix, l'emportant sur Georges Rastel (Républicain démocrate - 10 039 voix), Charles Hubert (communiste - 5 378 voix) et Émile Vivier (socialiste - 4 378 voix).
En 1959, pour les élections municipales de Dreux, il monte une liste républicaine d'action municipale familiale et sociale et recueille 2 181 voix, contre 2 353 voix au profit de son principal rival Georges Rastel associé au maire sortant Maurice Viollette (2 202 voix), maire de Dreux depuis 1908. Georges Rastel sera élu maire de Dreux. La liste socialo-communiste (Charles Hubert) recueille 2 055 voix et la liste d'union pour un nouveau conseil municipal (Jean Cauchon) recueille 1 865 voix.
Aux élections législatives de 1962, il est réélu député et fait partie de la mission parlementaire française qui se rend au Canada du 24 septembre au 4 octobre 1962 pour étudier sur place divers problèmes économiques et culturels. À cet effet, il se rendra dans les régions de Montréal (24 au 27 septembre), de Québec (27 au 30 septembre), d'Ottawa (30 septembre au 2 octobre) et de Toronto (2 au 4 octobre).
En 1963, il devient trésorier du comité pour l'Europe, constitué au sein de l'Assemblée nationale afin d'appuyer les efforts tentés en vue de l'édification d'une Europe unie, en dehors de toutes tendances idéologiques et de querelles d'école et auquel 170 députés d'horizons divers ont adhéré.
À l'élection présidentielle de 1965, il appelle à voter pour le Général de Gaulle, écrivant notamment : « En votant de Gaulle, le peuple dira s'il veut que la France ne soit soumise à aucun pays étranger ».
En 1968, après sa défaite aux élections législatives de 1967 où il est battu par Émile Vivier, il est nommé membre de section du Conseil économique et social et se présente aux élections législatives dans la deuxième circonscription d'Eure-et-Loir, avec Martial Taugourdeau comme suppléant, comme candidat républicain d'action sociale et paysanne, présenté par l'Union des Démocrates pour la Ve République et l'Union pour la défense de la République et est élu.
Aux élections cantonales de 1970, il est élu conseiller général du canton de Nogent-le-Roi et le 17 juin de cette année, il est reçu à déjeuner, en qualité de secrétaire de la commission des Affaires étrangères, à l'Élysée par Georges Pompidou, président de la République française. En juillet de la même année, il dépose sur le bureau de l'Assemblée nationale une proposition de loi faisant du 8 mai le jour de commémoration de la victoire de 1945 et le rendant férié, indiquant dans sa proposition que « La France comprend mal que le 8 mai ait été rayé des jours fériés ».
En 1971, il est élu maire de Nogent-le-Roi, mais sera battu de peu (sa liste emporte 10 sièges sur 21) aux élections municipales de 1977.
En 1972, interrogé sur Europe 1, il appelle à voter oui au référendum sur l'élargissement des Communautés européennes, déclarant notamment : « Nous pensons, nous, qu'il faut faire une Europe pour la paix. Depuis soixante ans, dans les dix pays, il y a eu plus de douze millions de victimes des deux guerres. Est-ce cela que vous voulez revoir ou ne pensez-vous pas que l'Europe des Dix, par sa seule unité, va empêcher le retour aux guerres froides entre les deux blocs constitués par les États-Unis et l'U.R.S.S. ? »
Aux élections législatives de 1973, il est battu par Maurice Legendre recueillant 49,13 % des voix contre 50,87 % à son adversaire.
À l'élection présidentielle de 1974, il soutient Georges Pompidou.
Aux élections cantonales de 1976, il est réélu conseiller général de Nogent-le-Roi au premier tour, l'emportant sur le candidat communiste Jean-Jacques Guet, maire de Chaudon (Eure-et-Loir).
Victime d'une congestion en 1977, son état de santé l'oblige à se retirer de la vie politique, il ne conserve que son mandat de conseiller général et de conseiller municipal.
En 1980, devant comparaître devant la cour d'assises, il démissionne de son siège de conseiller général du canton de Nogent-le-Roi.

### Victime d'un attentat
Dans la nuit du 1er décembre 1961, à 0h50, une charge explosive, placée sur le bord de la fenêtre de son domicile à Dreux (15 boulevard Louis Terrier) éclate, arrache les persiennes, souffle la fenêtre, crible le salon, brise de nombreuses vitres des maisons voisines, en face notamment. Des morceaux de la balustrade en fonte de la fenêtre traversent le boulevard.
Edmond Thorailler qui est rentré tard de Paris où il avait siégé à l'Assemblée nationale, est seul couché au premier étage, son épouse et son fils, ainsi que leur bonne Emma, sont au cinéma, ayant la chance d'être allé voir Les Dix Commandements, un film particulièrement long, si bien qu'ils n'étaient toujours pas rentrés au moment de l'explosion, mais Madame Thorailler indique avoir entendu le bruit d'une explosion alors qu'elle se trouvait encore dans la salle du cinéma "Le Celtic". Les vitres des fenêtres des habitations se trouvant en face de la maison plastiquée sont brisées, le jeune fils de Serge Jubault, son clerc, qui habite en face, échappe à de graves blessures qui auraient pu être causées par les bris de verre.
Pourtant le domicile d'Edmond Thorailler était surveillé par la police en raison des nombreux attentats à la bombe commis contre les députés gaullistes et plus particulièrement en raison de l'attentat commis quelques jours auparavant contre le député de l'arrondissement de Nogent-le-Rotrou, Michel Hoguet. Le sous-brigadier Guillemot indique qu'il est passé inspecter l'extérieur du domicile d'Edmond Thorailler à minuit et qu'il n'y a rien vu de suspect.
Peu après l'explosion, Monsieur Duluet, sous-préfet, Marcel Dessal, premier adjoint au maire, Monsieur Passagne, commissaire de police, Monsieur Duriez, officier de police, arrivent sur les lieux. On pense évidemment à un attentat commis par l'OAS visant les nombreux députés gaullistes.

### Vie associative
Edmond Thorailler est :
- Président de l'Association des jardins ouvriers de Dreux,
- Président des jeunes Travailleurs de Dreux et d'Eure-et-Loir,
- Président du Comité d'entente des groupements patriotiques de Dreux,
- Président du syndicat mixte de la vallée de l'Eure
- Président du Conseil d'administration du foyer Saint-Jean de Dreux
- Membre du comité directeur départemental des Prisonniers de guerre.

### Décorations
Il est titulaire de la Légion d'honneur qui lui est remise le 2 juin 1976 à la mairie de Nogent-le-Roi par le député de l'Oise René Quentier, de la Croix du combattant, du Mérite social (officier) et du Mérite agricole (chevalier).

### Procès et condamnation
En sa qualité de notaire, Edmond Thorailler se faisait confier de l'argent par des particuliers en vue de prêts avec intérêts au profit d'autres particuliers. Ayant besoin d'argent, il le gardait pour lui et le dépensait. Il payait les intérêts de ses clients avec les sommes prêtées par d'autres clients (système de Ponzi). Le taux d'intérêt proposé était plus rémunérateur que celui proposé par la Caisse d'épargne, pourtant depuis 1964 la loi interdisait aux notaires de servir d'intermédiaire entre prêteurs et emprunteurs.
Le 25 novembre 1980, il comparaît devant la cour d'assises d'Eure-et-Loir pour abus de confiance qualifié et abus de blancs-seings. Il est accusé d'avoir détourné à son profit la somme de 1 550 000 francs (soit 236 296 euros). Il avait également emprunté à titre personnel la somme de 720 000 francs (109 763 euros), mais aucune poursuite pénale n'est engagée à ce titre, car les emprunts ont été faits légalement.
Edmond Thorailler explique ses difficultés financières :
1. Par le fait qu'il a dû aider son beau-frère, notaire à Pontoise, à combler l'important déficit de son étude, à la suite des escroqueries dont il a été victime de la part du marchand de biens James Abenhaïm ;
2. En raison d'un important redressement fiscal avec pénalités pour 1 000 000 francs (152 449 euros) ;
3. En raison d'une baisse des bénéfices de son étude depuis 1969 car, pour pallier son absence devant être à l'Assemblée nationale, il a embauché deux clercs et deux secrétaires ;
4. En raison de ses frais de campagnes électorales[Note 4] ;
5. En raison de la perte de son indemnité parlementaire en 1967, récupérée l'année suivante, mais qu'il perd à nouveau en 1973[3].

Vingt-quatre personnes ont porté plainte et viennent témoigner au procès, dont :
- Madame Maillard, 85 ans, de Dreux, veuve d'un maçon, qui a prêté 50 000 francs (7 622 euros) en janvier 1977, au taux de 15 %, remboursable sur trois ans (en 1977 l'inflation est de 9,49 %). Elle n'avait reçu que les intérêts mais n'a pas récupéré son capital ;
- Monsieur Midrouet, 76 ans, qui a aussi prêté 50000 francs ;
- Pierre Bizot, 84 ans, de Levallois-Perret, il a prêté 90 000 francs (13 720 euros) en 1976 ;
- Simone Dunois qui a prêté 20000 francs (3049 euros) ;
- Charles Bayet, 91 ans, entre 1974 et 1977, il a prêté 195 000 francs (29 728 euros), Edmond Thorailler ne lui a versé aucun intérêt et ne lui a remboursé que 53 500 francs.

Louis Barbot, 72 ans, ancien dépositaire de presse à Dreux, le défend : « Il a été victime de gens malhonnêtes. Il aidait les gens en difficulté qui venaient le voir pour les dépanner. Il ne savait pas refuser... Je considère que c'est la chambre des notaires qui est responsable. Aujourd'hui, les gens qui sont venus pleurer dans son cabinet ne sont plus là. C'est l'égoïsme. Il a disposé de notre argent parce que c'est un cœur généreux mais on a abusé de sa générosité. Il a été victime de la confiance qu'on lui faisait ».
Au procès, Edmond Thorailler « s'exprime avec aisance, répond et se défend avec précision, consultant son dossier posé auprès de lui dans le box des accusés ».
Maître Obriot qui a administré l'étude déclare : « Les deux fonctions de notaire et de parlementaire sont incompatibles. je voudrais qu'on interdise aux notaires d'être parlementaires. Un parlementaire consulté par un client est obligé de lui donner satisfaction" et révèle : "Maître Thorailler a trop prêté à ses clients et amis politiques qui l'ignorent aujourd'hui. Certains, honorablement connus sur la place, n'ont pas fait face aux remboursements dus à Me Thorailler».
À la fin du procès, le président de la Cour d'assises, M. Limoujoux, lui demande s'il a quelque chose à ajouter pour sa défense, Edmond Thorailler déclare, un sanglot dans la voix : « Je suis un homme déshonoré mais ma seule raison de vivre c'est de rembourser ce que je dois encore ».
Il est condamné à deux années de prison ferme et trois années de prison avec sursis. Comparaissant libre, il est emmené en prison à l'issue de son procès et de sa condamnation. Le journal local titre en sa une : « L'ancien notaire passera Noël en prison ».
Après sa libération, il vit à Saint-Germain-en-Laye.
Avant son procès, et en raison de ses nombreuses dettes, tous ses biens immobiliers ont été vendus et le produit des ventes (un peu plus de 1 000 000 francs, soit 152 449 euros) consigné dans le cadre d'une procédure judiciaire de distribution : son étude, les locaux dans lesquels se trouvait son étude (12 boulevard Louis Terrier), sa résidence principale de Dreux (15, boulevard Louis Terrier), son appartement de Dreux (rue Gromard) et ses deux maisons de Nogent-le-Roi et Lormaye Cet argent sert à rembourser les prêteurs.

### Descendance
Il a deux enfants : une fille et un fils.
Le 14 janvier 1966, sa fille Marie-Françoise Thorailler (née en septembre 1943), épouse Jean-Marc Maillard, un ingénieur de l'Institut catholique d'arts et métiers. La cérémonie religieuse qui a lieu le lendemain est célébrée par Jean Ménard, évêque de Rodez, parrain de la mariée. Lors de la cérémonie religieuse, Monseigneur Menard lit un texte télégraphié du Vatican par lequel le pape Paul VI envoie aux époux sa bénédiction apostolique. Georges Pompidou, Premier ministre, envoie également un télégramme de félicitations.
Ils ont rapidement une fille, Aline, née début novembre 1966, puis Frédéric et enfin, Emmanuelle, en janvier 1972.
Le 17 juin 1972, son fils Yves Thorailler, étudiant en droit, épouse à Dreux Élisabeth Rivet, fille de Maurice Rivet, maire de Bouglainval (Eure-et-Loir). La bénédiction est donnée par Monseigneur Ménard, évêque de Rodez. Les époux reçoivent notamment les félicitations de Jacques Chaban-Delmas, Maurice Schumann, Albin Chalandon, Robert Galley, Henri Duvillard et Achille Peretti. Il a une fille : Camille.

## Détail des fonctions et des mandats
Mandats parlementaires
- 30 novembre 1958 - 9 octobre 1962 : député de la 2e circonscription d'Eure-et-Loir
- 25 novembre 1962 - 2 avril 1967 : député de la 2e circonscription d'Eure-et-Loir
- 30 juin 1968 - 1er avril 1973 : député de la 2e circonscription d'Eure-et-Loir. Élu sous l'étiquette "Candidat de l'Union des Démocrates pour la Ve République et de l'Union pour la Défense de la République".